# (12972) Eumée
(12972) Eumée, désignation internationale (12972) Eumaios, est un astéroïde troyen jovien.

## Description
(12972) Eumée est un astéroïde troyen jovien, camp grec, c'est-à-dire situé au point de Lagrange L4 du système Soleil-Jupiter. Il présente une orbite caractérisée par un demi-grand axe de 5,150 UA, une excentricité de 0,150 et une inclinaison de 8,4° par rapport à l'écliptique.
Il est nommé en référence au personnage de la mythologie grecque Eumée, acteur du conflit légendaire de la guerre de Troie.

## Compléments